# نیروگاه گازی دورود
نیروگاه گازی دورود (استان لرستان، شهرستان دورود، بهره‌برداری ۱۳۵۶)، یکی از نیروگاه‌های ایران از نوع گازی با ظرفیت تولید ۹۰ مگاوات است که شامل ۳ واحد گازی ۳۰ مگاواتی مدل Type 9-TCZ ساخت شرکت براون باوری است.
قدرت عملی نیروگاه در زمستان ۶۰ مگاوات و در تابستان ۵۰ مگاوات است.
سوخت واحدها گاز طبیعی و سوخت پشتیبان گازوئیل است که گازوئیل در ۳ مخزن، مجموعاً به ظرفیت ۷ میلیون لیتر ذخیره‌سازی می‌شود.
طبق آمار سال ۱۳۹۱، مصرف گازوئیل نیروگاه دورود [در سال ۱۳۹۱] ۱۴۶ هزار لیتر، مصرف گاز ۱۷۷۶۱ هزار مترمکعب، راندمان ۱۸٫۷ درصد و کارکرد نیروگاه در سال [۱۳۹۱] ۱۱۳۵ ساعت که کارکرد نیروگاه در سال طبق درصد ۱۲٫۹ درصد بوده‌است.